# Aeroporto di Casale Monferrato
L'Aeroporto di Casale Monferrato (IATA: nessuno, ICAO: LILM) è un aeroporto italiano situato a circa 2 km a sud di Casale Monferrato, lungo la strada provinciale 31 del Monferrato (SP 31) che porta dal centro verso Cantone Bassotti. La struttura, intitolata alla memoria del tenente di vascello Francesco Cappa, è dotata di una pista in erba lunga 1 150 m (TORA 880 m) con orientamento 18/36. L'aeroporto è gestito dall'Aeroclub Casale Monferrato ed effettua attività secondo le regole e gli orari VFR.

## Storia
L'aeroporto viene inaugurato negli anni trenta come struttura militare in uso alla Regia Aeronautica, sede di un reparto di manutenzione i cui avieri, dal 1936, saranno ospitati nella palazzina comando in quell'anno realizzata. Della struttura fa parte anche il grande hangar metallico interessato dall'attività manutentiva dei velivoli posizionato sull'attuale piazzale in calcestruzzo, quello che ancora oggi è presente ed utilizzato per il rimessaggio.
Il 13 aprile 1938 l'aeroporto di Casale è sede del raduno del 3º Stormo Caccia Terrestre.
Con l'evolversi della seconda guerra mondiale, l'esigenza di dotare la Regia Aeronautica di nuovi piloti inaugura, nel 1940, il primo corso di pilotaggio presso la locale scuola di volo. Dopo la firma dell'Armistizio di Cassibile le strutture vennero occupate dalle truppe della Wehrmacht fino a che, tra il 1943 ed il 1945 nell'ambito della Campagna d'Italia, venne in parte distrutto dai reparti tedeschi in ritirata e quindi abbandonato.
Dopo il termine del conflitto l'aeroporto risultava in carico alla nuova Aeronautica Militare ma le condizioni della struttura, che risultavano fatiscenti, non consentivano il ripristino di alcuna attività; la recinzione perimetrale era stata asportata e l'hangar metallico demolito. Tuttavia, nell'ambito dell'attività di ricostruzione dell'Italia nel secondo dopoguerra e grazie anche all'attività svolta dall'Aeroclub di Casale, riprese progressivamente l'attività fino ad organizzare, il 27 aprile 1947, il 1º Raduno Aereo Nazionale.
Dal 1952 è base dell'attività aerodidattica e turistica dell'Aero Club Casalese "N.S.I. Palli".

## Attività
Sull'aeroporto svolgono la propria attività l'Aero Club Casalese N.S.I. Palli, titolare di O.R. per la scuola di volo per licenze PPL, l'Accademia Paracadutistica per attività di lancio paracadutisti in tandem ed agonistica, e la società NH&MM per la manutenzione dei velivoli ed il servizio di lotta aerea antincendio. L'Aeroporto è parte della rete di Protezione Civile, con sala operativa TLC attrezzata ed una centralina meteo installata dall'Aeronautica Militare Italiana.

## Sviluppi futuri
Nel 2010 è stato presentato un progetto di massima, per conto dell'Aeroclub Palli, che prevede il potenziamento dell'aeroporto con l'ampliamento delle strutture, la pavimentazione della pista d'atterraggio in asfalto ed il recupero della palazzina in stile Liberty.
Con l'approvazione e lo stanziamento 1 100 000 € da parte dell'Ente Nazionale per l'Aviazione Civile (ENAC) sono iniziati i lavori di potenziamento dell'area che si prevede termineranno entro il 2013.